# Catherine Fleury-Vachon
Pour les articles homonymes, voir Fleury.
Catherine (Cathy) Fleury, née le 18 juin 1966 à Paris, est une  judoka française.

## Biographie
S'illustrant dans la catégorie des poids mi-moyens, elle a remporté la médaille d'or aux Jeux olympiques de 1992 de Barcelone en battant en finale l'Israélienne Yaël Arad (victoire par décision d'arbitre). Elle devenait ainsi la première judoka française championne olympique avant Cécile Nowak. Plus encore, elle devenait la première Française, tous sports confondus, à remporter les trois compétitions majeures (Jeux olympiques, Championnats du monde et Championnats d'Europe). En effet, son palmarès affiche également un titre mondial et un titre européen obtenus durant l'année 1989 et cinq titres européens en 1989, 1991, 1992 et 1993.
Elle a pris sa retraite sportive en 1996, juste après les Jeux olympiques d'Atlanta. Elle passe son professorat de sport la même année, exprimant le désir de rejoindre l’équipe d’encadrement de l'équipe nationale. Elle rencontre alors le directeur technique national de l’époque, Fabien Canu, qui lui répond qu'elle n'a pas le profil et que « c’est un métier trop dur pour une femme…» On lui donne un poste à la direction régionale de la jeunesse et des sports, mais elle veut travailler sur le terrain plus que dans un bureau. Elle obtient de Marie-George Buffet, alors ministre des Sports, un détachement à mi-temps au pôle espoirs d’Amiens.
En 2005, elle est nommée entraîneur nationale de l'équipe féminine par la première Directrice technique nationale féminine de l’histoire du judo tricolore, Brigitte Deydier. Cette consécration est possible grâce à la nouvelle équipe mise en place par le nouveau président Jean-Luc Rougé. 
En 2012, elle met fin à sa carrière d’entraîneur nationale après une moisson historique de 5 médailles sur 7 possibles chez les féminines lors des Jeux Olympiques de Londres en 2012. En 2014, plébiscitée par les athlètes, elle accepte de reprendre sa place d'entraîneur de l'équipe de France féminine.
Cathy Fleury est aujourd'hui responsable des judokas paralympiques tricolores.
Elle est également superviseure au niveau international. Depuis les Jeux Olympiques de Rio en 2016, les arbitres de judo sont assistés dans leur tâche par une assistance vidéo. À leur tête d'anciens grands champions, comme Cathy Fleury.
Elle a été la femme de Christian Vachon.

## Palmarès

### Jeux olympiques
- Jeux olympiques de 1992 à Barcelone (Espagne) :
  -  Médaille d'or dans la catégorie des poids mi-moyen (-61 kg).

### Championnats du monde
- Championnats du monde 1989 à Belgrade (Yougoslavie) :
  -  Médaille d'or dans la catégorie des poids mi-moyen (-61 kg).
- Championnats du monde 1991 à Barcelone (Espagne) :
  -  Médaille de bronze dans la catégorie des poids mi-moyen (-61 kg).
- Championnats du monde 1995 à Chiba (Japon) :
  -  Médaille de bronze dans la catégorie des poids mi-moyen (-61 kg).

### Championnats d'Europe
Individuel :
| Chpts d'Europe          | 1989 | 1993 | 1994 | 1995 | 1996 |
| ----------------------- | ---- | ---- | ---- | ---- | ---- |
| poids mi-moyen (-61 kg) | 1er  | 3e   | 5e   | 3e   | 2e   |

Par équipes :
- 4 titres de championne d'Europe par équipe (1989, 1991, 1992 et 1993).

### Championnats de France
- 8 podiums dont 2 titres de championne de France en 1989 et 1990 dans la catégorie des poids mi-moyen ( -61 kg).

### Autres
- Grade : Ceinture blanche et rouge 7e DAN le 10 décembre 2007[7].